# Деякі факти про покійного Артура Джерміна та його родину
«Деякі факти про покійного Артура Джерміна та його родину» (англ. Facts Concerning the Late Arthur Jermyn and His Family) — повість американського письменника Говарда Ф. Лавкрафта, написана у 1920 році. Вперше опублікована в липні 1921 року в журналі «The Wolverine». У 1986 році повість ввійшла до збірки «Дагон та інші моторошні розповіді» (англ. Dagon and Other Macabre Tales).
Перший офіційний переклад українською мовою у вигляді окремого видання у форматі мінібук був опублікований у 2016 році видавництвом «Орієнтир» під назвою «Біла мавпа. Правда про смерть Артура Джерміна і його родину» (перекладач — Андрій Харченко).

## Історія публікації
Перша публікація повісті (журнал «The Wolverine», липень 1921 року) була здійснена під назвою «Біла мавпа». Перейменування відбулося без згоди автора, чим Лавкрафт був вкрай незадоволений. У 1924 році, він так прокоментував це: «Якби я колись би назвав історію „Біла мавпа“, в ній не було б мавпи». Пізніше повість перевидавалася під назвою «Артур Джермін».
Критик У. Фулвілер та письменник Е. Ф. Блейлер вважають, що на написання «Артура Джерміна» Лавкрафта надихнули романи Едгара Райса Берроуза «Повернення Тарзана» (1913 рік) та «Тарзан і скарби Опару» (1916 рік), де фігурує загублене місто Опар, населення якого складає гібридна раса, що виникла в результаті парування людей з мавпами.

## Персонажі
- Артур Джермін

Головний герой повісті. Поет і вчений-етнолог. Нащадок баронетського роду Джермінів. Син сера Альфреда Джерміна і невідомої співачки мюзик-холлу. Був відзначений рядом почесних нагород Оскфордського університету. Після смерті матері у 1911 році продав частину маєтку і за цей кошт спорядив експедицію у Бельгійське Конго. На початку 1912 року за допомогою інформації від Мвану, вождя племені калірі, знайшов описане Вейдом Джерміном стародавнє місто «білих мавп». Після експедиції винайняв мс'є Верхерена для того, щоб той дістав йому мумію принцеси «білих мавп». 3 серпня 1913 року, після того, як отримав посилку від Верхерена і зрозумів таємницю своєї родини, здійснив самоспалення на подвір'ї власного маєтку.
- Вейд Джермін

Прапрапрадід Артура, вчений-антрополог, один з перших дослідників басейну річки Конго, зібрав колекцію артефактів з Тропічної Африки та написав книгу «Огляд деяких регіонів Африки». Описав стародавнє місто «білих мавп» у Бельгійському Конго. З другої своєї експедиції він повернувся з дружиною, яку оселив затворницею у власному маєтку. Про неї навколишнім не було відомо нічого, окрім того, що вона дочка португальського торговця. У третю експедицію в Конго поїхав разом з дружиною, але повернувся сам. З'їхав з глузду і в 1765 році був поміщений у божевільню в Хантингдоні, де й помер через три роки.
- Філіп Джермін

Син Вейда Джерміна і «доньки португальського торговця», прапрадід Артура Джерміна. На відміну від батька не мав хисту до науки, скоріше навпаки. Через 12 років після отримання спадку і титулу баронета одружився з донькою свого лісника, який за чутками походив від циган. Не дочекавшись народження сина, пішов на флот простим матросом. Став відомим завдяки силовим трюкам і сміливому лазанню по мачтах і канатах. Після завершення англо-американської війни, служив на торговому судні, що здійснювало рейси до Африки. Зник вночі, коли його корабель пристав до берегів Конго.
- Роберт Джермін

Син Філіпа Джерміна та доньки лісника, прадід Артура Джерміна. Вчений-етнограф, детально дослідив колекцію свого діда, організував дві експедиції у Тропічну Африку. У 1815 році одружився з донькою віконта Брайтхолма, яка народила трьох синів, старший і молодший з яких мали значні вади розвитку і мешкали у маєтку Джермінів. 19 жовтня 1852 року після бесіди з дослідником Семюелем Сітоном, який щойно повернувся з Африки, впав у безумство і вбив самого Сітона і всіх трьох своїх синів. Після чого був ізольований, зробив кілька спроб самогубства і на другий рік ізоляції помер від апоплексичного удару.
- Невіл Джермін

Син Роберта Джерміна і доньки віконта Брайтхолма, дід Артура Джерміна. У 1849 році втік з дому з простою танцівницею. Через рік повернувся додому вдівцем і з немовлям-сином на руках. Був прощений, але 19 жовтня 1852 року убитий у приступі безумства власним батьком. Перед смертю встиг врятувати свого 2-річного сина.
- Альфред Джермін

Син Невіла Джерміна і простої танцівниці, батько Артура Джерміна. У 4 роки став баронетом після смерті діда, який до цього вбив його батька. У 20 років зв'язався з трупою артистів мюзик-холлу. У 36 років кинув дружину-танцівницю і малолітнього сина і поїхав на гастролі з американським мандрівним цирком. Дресирував горилу і був нею ж убитий.
- Семюел Сітон

Мандрівник, дослідник Тропічної Африки, довгий час прожив серед племені онга і написав про них ґрунтовні нотатки. 19 жовтня 1852 року завітав до маєтку Джермінів, щоб поділитися з Робертом Джерміном своїми здогадами про кам'яне місто «білих мавп» і їх «білого бога». Бесіда переросла у криваву бійню, під час якої Роберт Джермін вбив Сітона і трьох своїх синів.
- Неназвана дружина Вейда Джерміна

Мати Філіпа Джерміна і прапрапрабабка Артура Джерміна. Сусіди знали про неї лише те, що вона донька португальського торговця і Джермін привіз її з другої своєї африканської експедиції. Ніхто і ніколи не бачив її зблизька. Після народження сина разом з чоловіком поїхала у чергову експедицію в Африку, з якої не повернулася.
- Мвану

Вождь племені калірі, що мешкало у Бельгійському Конго. На початку 1912 року Артур Джермін зустрів і детально розпитав Мвану про кам'яне місто, війну його мешканців з племенем н'бангу і викрадення останніми мумії людиноподібної мавпи, яка була об'єктом поклоніння і вважалася богинею. Саме за інформацією, отриманою від Мвану, Артур Джермін згодом знайшов руїни стародавнього міста «білих мавп».
- мс'є Верхерен

Бельгійський авантюрист, мандрівник і дослідник, агент однієї з торгових факторій у Бельгійському Конго. Погодився дістати для Артура Джерміна мумію людиноподібної мавпи-богині, яку викрало з кам'яного міста плем'я н'бангу. У червні 1913 року зміг дістати мумію і відправив її до Англії. Саме ця посилка і стала причиною самогубства Артура Джерміна.

## Сюжет
Етнолог Артур Джермін продовжує розпочаті його прапрапрадідом пошуки загубленого у джунглях Тропічної Африки кам'яного міста «білих мавп». Із досліджень своїх пращурів та інформації, зібраної від місцевих племен, він віднаходить руїни цього міста у Бельгійському Конго і встановлює, що місто колись було піддане набігу велетенських людиноподібних «білих мавп», і його мешканці були нащадками цих мавп. Згодом туди прибув «білий бог», одружився з їхньою принцесою — «білою мавпою» і разом з дружиною та новонародженим сином полишив місто. Потім подружжя повернулося, але вже без сина. «Принцеса-мавпа» по поверненні померла і була муміфікована чоловіком. Він вдягнув на мумію медальйон і знову лишив місто. Мумія «білої мавпи» стала об'єктом поклоніння, богинею міста. Пізніше войовниче плем'я н'бангу напало на місто, зруйнувало його і викрало священну мумію.
Авантюрист мс'є Верхерен обіцяє Артуру Джерміну знайти і переслати до Англії ту саму мумію. Це відбувається влітку 1913 року. Після огляду мумії Джермін упевнився, що тим самим «білим богом» був його власний прапрапрадід Вейд Джермін, «принцесою-мавпою» — його ж-таки прапрапрабабуся, а сам він — нащадок «білих мавп». Останнім доказом виявилося медальйон, що був на мумії. На ньому був зображений герб роду Джермінів. Не змігши жити з цим, Артур Джермін вчиняє самоспалення.